# Verwaltungsgemeinschaft Greußen
La Verwaltungsgemeinschaft Greußen est une communauté d'administration allemande qui regroupe 9 communes du land de Thuringe, dans l'arrondissement de Kyffhäuser, au centre de l'Allemagne. En 2021, sa population était de 3 096 habitants.

## Source de la traduction
- (de) Cet article est partiellement ou en totalité issu de l’article de Wikipédia en allemand intitulé « Verwaltungsgemeinschaft Greußen » (voir la liste des auteurs).